# 943 Begonia
Begonia (asteroide 943) é um asteroide da cintura principal com um diâmetro de 69,21 quilómetros, a 2,4706461 UA. Possui uma excentricidade de 0,208684 e um período orbital de 2 015,04 dias (5,52 anos).
Begonia tem uma velocidade orbital média de 16,85630758 km/s e uma inclinação de 12,09615º.
Esse asteroide foi descoberto em 20 de Outubro de 1920 por Karl Reinmuth.